# Oktonauci
Oktonauci - (ang. The Octonauts, 2010-??) – irlandzko-brytyjski serial animowany, emitowany w Polsce na kanale MiniMini+ od 27 czerwca 2016 roku.

## Fabuła
Podróż po niesamowitym podwodnym świecie, który zamieszkują sympatyczne zwierzątka. Dzielny niedźwiedź polarny, pingwin o wielkim sercu, odważny kot i ich towarzysze przemierzają głębiny, wciąż poszerzając swoją wiedzę na temat mórz i oceanów. Przyjaciele ratują stworzenia żyjące pod wodą i chronią ich siedliska. Dbają w ten sposób o środowisko naturalne. W trakcie kolejnych eskapad załoga podwodnego okrętu doświadcza mnóstwo interesujących i pouczających przygód, a także doskonale się bawi. Serial powstał w oparciu o pobudzające wyobraźnię książki, które łączą wspaniałą grafikę z ciepłym humorem.

## Wersja Polska
Wersja polska: na zlecenie MiniMini+ - Master Film
Reżyseria: Ewa Kania
Dialogi: Berenika Wyrobek
Dźwięk i montaż: Krzysztof Podolski
Kierownictwo produkcji: Romuald Cieślak
Wystąpili:
- Jacek Kopczyński - Kapitan Barnie
- Łukasz Lewandowski - Kocurro
- Leszek Zduń - Pinio

W pozostałych rolach:
- Mateusz Rusin - Kolumbik
- Beata Wyrąbkiewicz - Xenia
- Anna Gornostaj - orka #1 (odc.3)
- Janusz Wituch - orka #2 (odc.3)
- Jarosław Domin - krab
- Piotr Kozłowski - profesor
- Marta Markowicz - Dusia

i inni
Lektor:
- Jacek Kopczyński (tytuły)
- Paweł Burakiewicz (tyłówka)

## Spis odcinków
| Data Premiery | N/o | Polski Tytuł                                | Angielski tytuł                             |
| ------------- | --- | ------------------------------------------- | ------------------------------------------- |
| 27.06.2016    | 01  | Oktonauci i mapa potwora                    | Octonauts and the Monster Map               |
| 27.06.2016    | 02  | Oktonauci i las wodorostów                  | Octonauts and the Kelp Forest Rescue        |
| 27.06.2016    | 03  | Oktonauci i orki                            | Octonauts and the Orcas                     |
| 27.06.2016    | 04  | Oktonauci i strefa ciemności                | Octonauts and the Midnight Zone             |
| 30.06.2016    | 05  | Oktonauci i krab Dekorator                  | Octonauts and the Decorator Crab            |
| 01.07.2016    | 06  | Oktonauci i wielki kalmar                   | Octonauts and the Giant Squid               |
| 03.07.2016    | 07  | Oktonauci i morski ogórek                   | Octonauts and the Snot Sea Cucumber         |
| 04.07.2016    | 08  | Oktonauci i delfiniątko                     | Octonauts and the Baby Dolphin              |
| 04.07.2016    | 09  | Oktonauci i podwodny sztorm                 | Octonauts and the Undersea Storm            |
| 05.07.2016    | 10  | Oktonauci i rekin wielorybi                 | Octonauts and the Whale Shark               |
| 06.07.2016    | 11  | Oktonauci i wieloryb albinos                | Octonauts and the Albino Humpback Whale     |
| 07.07.2016    | 12  | Oktonauci i krab pustelnik                  | Octonauts and the Hermit Crabs              |
| 10.07.2016    | 13  | Oktonauci i wielki wir                      | Octonauts and the Giant Whirlpool           |
| 08.07.2016    | 14  | Oktonauci i łopatonogi                      | Octonauts and the Remipedes                 |
| 11.07.2016    | 15  | Oktonauci i krewetka pistoletowa            | Octonauts and the Snapping Shrimp           |
| 11.07.2016    | 16  | Oktonauci i zagubiony płetwal               | Octonauts and the Mixed-Up Whales           |
| 12.07.2016    | 17  | Oktonauci i wampirnica                      | Octonauts and the Vampire Squid             |
| 13.07.2016    | 18  | Oktonauci, krab i jeżowiec                  | Octonauts and the Crab and Urchin           |
| 14.07.2016    | 19  | Oktonauci i las listownicowców              | Octonauts and the Giant Kelp Forest         |
| 15.07.2016    | 20  | Oktonauci i narwal                          | Octonauts and the Narwhal                   |
| 17.07.2016    | 21  | Oktonauci i głodna ryba pilot               | Octonauts and the Hungry Pilot Fish         |
| 18.07.2016    | 22  | Oktonauci i latająca ryba                   | Octonauts and the Flying Fish               |
| 18.07.2016    | 23  | Oktonauci i wrogie ukwiały                  | Octonauts and the Enemy Anemones            |
| 19.07.2016    | 24  | Oktonauci i żaglice                         | Octonauts and the Speedy Sailfish           |
| 20.07.2016    | 25  | Oktonauci i wielka ucieczka                 | Octonauts and the Great Algae Escape        |
| 29.08.2016    | 26  | Oktonauci i śluzice                         | Octonauts and the Slimes Eels               |
| 29.08.2016    | 27  | Oktonauci rozbitkowie i ślizgowiec          | Octonauts and the Combtooth Blenny          |
| 30.08.2016    | 28  | Oktonauci i wstęgor królewski               | Octonauts and the Oarfish                   |
| 30.08.2016    | 29  | Oktonauci i słoń morski                     | Octonauts and the Enormous Elephant Seal    |
| 29.08.2016    | 30  | Oktonauci i szef wszystkich morsów          | Octonauts and the Walrus Chief              |
| 29.08.2016    | 31  | Oktonauci i koniki morskie                  | Octonauts and the Seahorse Tale             |
| 29.08.2016    | 32  | Oktonauci i zaginiona rozgwiazda            | Octonauts and the Lost Sea Star             |
| 01.09.2016    | 33  | Oktonauci i bracia Bob                      | Octonauts and the Blobfish Brothers         |
| 02.09.2016    | 34  | Oktonauci i białuchy arktyczne              | Octonauts and the Beluga Whales             |
| 02.09.2016    | 35  | Oktonauci i ryba duch                       | Octonauts and the Scary Spookfish           |
| 04.09.2016    | 36  | Oktonauci i rój meduz                       | Octonauts and the Jellyfish Bloom           |
| 04.09.2016    | 37  | Oktonauci i zagubiony węgorz                | Octonauts and the Eel Ordeal                |
| 05.09.2016    | 38  | Oktonauci i żebropław                       | Octonauts and the Giant Comb Jelly          |
| 05.09.2016    | 39  | Oktonauci i rekiny foremkowe                | Octonauts and the Cookiecutter Sharks       |
| 05.09.2016    | 40  | Oktonauci i ławica sardynek                 | Octonauts and the Sardine School            |
| 05.09.2016    | 41  | Oktonauci i legwany morskie                 | Octonauts and the Marine Iguanas            |
| 06.09.2016    | 42  | Oktonauci i żarłacz cytrynowy               | Octonauts and the Lost Lemon Shark          |
| 06.09.2016    | 43  | Oktonauci i orki arktyczne                  | Octonauts and the Arctic Orcas              |
| 07.09.2016    | 44  | Oktonauci i rafa delfinów                   | Octonauts and the Dolphin Reef Rescue       |
| 07.09.2016    | 45  | Oktonauci i pajęczy krab pacyficzny         | Octonauts and the Giant Spider Crab         |
| 08.09.2016    | 46  | Oktonauci i papugoryba pirat                | Octonauts and the Pirate Parrotfish         |
| 08.09.2016    | 47  | Oktonauci i rekin latarnia                  | Octonauts and the Dwarf Lanternshark        |
| 09.09.2016    | 48  | Oktonauci i podstępna mątwa                 | Octonauts and the Crafty Cuttlefish         |
| 09.09.2016    | 49  | Oktonauci i Humuhumunukunukuapua’a          | Octonauts and the Humuhumunukunukuapua’a    |
| 11.09.2016    | 50  | Oktonauci i płaszczki elektryczne           | Octonauts and the Electric Torpedo Rays     |
| 07.11.2016    | 51  | Oktonauci i pingwiny Adeli                  | Octonauts and the Adelie Penguins           |
| 07.11.2016    | 52  | Oktonauci i węże morskie                    | Octonauts and the Sea Snakes                |
| 08.11.2016    | 53  | Oktonauci i żarłacz biały                   | Octonauts and the Great White Shark         |
| 07.11.2016    | 54  | Oktonauci i kraby palmowe                   | Octonauts and the Coconut Crabs             |
| 07.11.2016    | 55  | Oktonauci i kałamarnica kolosalna           | Octonauts and the Colossal Squid            |
| 09.11.2016    | 56  | Oktonauci i wale grenlandzkie               | Octonauts and the Bowhead Whales            |
| 10.11.2016    | 57  | Oktonauci i garbiki                         | Octonauts and the Damselfish                |
| 10.11.2016    | 58  | Oktonauci i opistognathus                   | Octonauts and the Jawfish                   |
| 11.11.2016    | 59  | Oktonauci i najeżka                         | Octonauts and the Porcupine Puffer          |
| 11.11.2016    | 60  | Oktonauci i wystraszony kaszalot            | Octonauts and the Scared Sperm Whale        |
| 13.11.2016    | 61  | Oktonauci i kalmarownik długoramienny       | Octonauts and the Long-Arm Squid            |
| 13.11.2016    | 62  | Oktonauci i kraby skrzypki                  | Octonauts and the Fiddler Crabs             |
| 14.11.2016    | 63  | Oktonauci i manta                           | Octonauts and the Manta Rays                |
| 14.11.2016    | 64  | Oktonauci i waleczne mieczniki              | Octonauts and the Swashbuckling Swordfish   |
| 14.11.2016    | 65  | Oktonauci i rogatnica                       | Octonauts and the Triggerfish               |
| 14.11.2016    | 66  | Oktonauci i ośmiornica mimiczna             | Octonauts and the Mimic Octopus             |
| 15.11.2016    | 67  | Oktonauci i skrzydlice                      | Octonauts and the Lionfish                  |
| 15.11.2016    | 68  | Oktonauci i pławikoniki australijskie       | Octonauts and the Leafy Sea Dragons         |
| 16.11.2016    | 69  | Oktonauci i manaty                          | Octonauts and the Manatees                  |
| 16.11.2016    | 70  | Oktonauci i krokodyl różańcowy              | Octonauts and the Saltwater Crocodile       |
| 17.11.2016    | 71  | Oktonauci i papugoryba garbogłowa           | Octonauts and the Humphead Parrotfish       |
| 17.11.2016    | 72  | Oktonauci i połykacze                       | Octonauts and the Gulper Eels               |
| 20.02.2017    | 73  | Oktonauci i rurkopław                       | Octonauts and the Siphonophore              |
| 20.02.2017    | 74  | Oktonauci i niesporczaki                    | Octonauts and the Water Bears               |
| 21.02.2017    | 75  | Oktonauci i ślimak stożek                   | Octonauts and the Cone Snails               |
| 21.02.2017    | 76  | Oktonauci i sztuczna rafa                   | Octonauts and the Artificial Reef           |
| 22.02.2017    | 77  | Oktonauci i humbaki                         | Octonauts and the Humpback Whales           |
| 22.02.2017    | 78  | Oktonauci i pelikany                        | Octonauts and the Pelicans                  |
| 23.02.2017    | 79  | Oktonauci i świnie morskie                  | Octonauts and the Sea Pigs                  |
| 23.02.2017    | 80  | Oktonauci i krab yeti                       | Octonauts and the Yeti Crab                 |
| 24.02.2017    | 81  | Oktonauci i barakudy                        | Octonauts and the Barracudas                |
| 24.02.2017    | 82  | Oktonauci i dziobak australijski            | Octonauts and the Duck-Billed Platypus      |
| 25.02.2017    | 83  | Oktonauci i nartniki                        | Octonauts and the Sea Skaters               |
| 25.02.2017    | 84  | Oktonauci i poskoczki mułowe                | Octonauts and the Mudskippers               |
| 26.02.2017    | 85  | Oktonauci i foka pospolita                  | Octonauts and the Harbour Seal              |
| 26.02.2017    | 86  | Oktonauci i bełtwa festonowa                | Octonauts and the Lion’s Mane Jellyfish     |
| 27.02.2017    | 87  | Oktonauci i czerwone kraby                  | Octonauts and the Red Rock Crabs            |
| 27.02.2017    | 88  | Oktonauci i gąbki                           | Octonauts and the Sea Sponge                |
| 28.02.2017    | 89  | Oktonauci i nieśmiertelna meduza            | Octonauts and the Immortal Jellyfish        |
| 28.02.2017    | 90  | Oktonauci i inwazja jeżowców                | Octonauts and the Urchin Invasion           |
| 01.03.2017    | 91  | Oktonauci i rekiny młoty                    | Octonauts and the Hammerhead Sharks         |
| 01.03.2017    | 92  | Oktonauci i żółw karetta                    | Octonauts and the Loggerhead Sea Turtle     |
| 15.05.2017    | 93  | Oktonauci i drzewołazowate                  | Octonauts and the Poison Dart Frogs         |
| 15.05.2017    | 94  | Oktonauci i krewetki modliszkowe            | Octonauts and the Mantis Shrimp             |
| 16.05.2017    | 95  | Oktonauci i ukryte jezioro                  | Octonauts and the Hidden Lake               |
| 16.05.2017    | 96  | Oktonauci i tajemnica oktostatku            | Octonauts and the Octopod Mystery           |
| 17.05.2017    | 97  | Oktonauci i pingwiny cesarskie              | Octonauts and the Emperor Penguins          |
| 17.05.2017    | 98  | Oktonauci i małe żółwie morskie             | Octonauts and the Baby Sea Turtles          |
| 18.05.2017    | 99  | Oktonauci i małe morsy                      | Octonauts and the Walrus Pups               |
| 18.05.2017    | 100 | Oktonauci i samotny wieloryb                | Octonauts and the Loneliest Whale           |
| 19.05.2017    | 101 | Oktonauci i straszyki                       | Octonauts and the Tree Lobsters             |
| 19.05.2017    | 102 | Oktonauci i pielęgnica zebra                | Octonauts and the Convict Fish              |
| 20.05.2017    | 103 | Oktonauci i raki                            | Octonauts and the Crawfish                  |
| 20.05.2017    | 104 | Oktonauci i flamingi                        | Octonauts and the Flamingos                 |
| 21.05.2017    | 105 | Oktonauci i żarłacz tygrysi                 | Octonauts and the Tiger Shark               |
| 21.05.2017    | 106 | Oktonauci i samogłów                        | Octonauts and the Sunfish                   |
| 22.05.2017    | 107 | Oktonauci i celakantokształtny              | Octonauts and the Coelacanth                |
| 22.05.2017    | 108 | Oktonauci i surfujące ślimaki               | Octonauts and the Surfing Snails            |
| 23.05.2017    | 109 | Oktonauci i pęzy dwubarwne                  | Octonauts and the Yellow-Bellied Sea Snakes |
| 23.05.2017    | 110 | Oktonauci i hipopotamy                      | Octonauts and the Hippos                    |
| 24.05.2017    | 111 | Oktonauci i operacja współpraca             | Octonauts and the Operation Cooperation     |
| 24.05.2017    | 112 | Oktonauci i bombardujące robaki             | Octonauts and the Bomber Worms              |
| 25.05.2017    | 113 | Oktonauci i tajemnica wodorostowego potwora | Octonauts and the Kelp Monster Mystery      |
| 25.05.2017    | 114 | Oktonauci i kryzys kokosowy                 | Octonauts and the Coconut Crisis            |
| 26.05.2017    | 115 | Oktonauci i mały aligator                   | Octonauts and the Baby Gator                |
| 26.05.2017    | 116 | Oktonauci i delfinki długoszczękie          | Octonauts and the Spinner Dolphins          |
| 25.12.2016    | SP1 | Oktonauci i wielki wyścig pingwinów         | Octonauts and the Great Penguin Race        |
| 25.12.2016    | SP2 | Oktonauci i wielka świąteczna wyprawa       | Octonauts and the Great Christmas Rescue    |
| 15.07.2017    | SP3 | Oktonauci i wyprawa do Amazonii             | Octonauts and the Amazon Adventure          |
| 09.07.2017    | SP4 | Oktonauci i wyprawa do Rowu Mariańskiego    | Octonauts and the Mariana Trench Adventure  |
| 29.12.2016    | SP5 | Oktonauci i święta według Tuptusiów         | Octonauts and the Very Vegimal Christmas    |
| 29.07.2017    | SP6 | Oktonauci i przygody na lądzie i pod lodem  | Octonauts and the Over, Under Adventure     |
| 29.12.2016    | SP7 | Oktonauci i Wielka wyprawa do Arktyki       | Octonauts and the Great Arctic Adventure    |
| 22.07.2017    | SP8 | Oktonauci i mroźna misja                    | Octonauts and the Operation Deep Freeze     |
| 16.07.2017    | SP9 | Oktonauci i śledztwo na mokradłach          | Octonauts and the Great Swamp Search        |